# ジョン・リード
ジョン“ジャック”・サイラス・リード（英語: John "Jack" Silas Reed, 1887年10月22日 - 1920年10月19日）は、アメリカ合衆国出身のジャーナリストおよび活動家。ロシア革命のルポルタージュ『世界を揺るがした10日間』で知られ、ソ連で英雄とされた。

## 人物
リードはオレゴン州ポートランドで生まれた。ポートランドの住民は彼を誇りに考えているが、自著によるとリードはポートランドに愛着を持っていなかった。1910年にハーバード大学に通うためにポートランドを去り、二度と戻らなかった。彼は労働者ストライキへの同情的な報道およびメキシコ革命のルポルタージュで有名になった。
リードは第一次世界大戦中のヨーロッパでロシア革命の始まりを聞き、1917年にロシアへ向かった。彼は自身の体験やウラジーミル・レーニンへのインタビューなどをロシア革命のルポルタージュとしてまとめ、『世界を揺るがした10日間』を刊行した。この書には後にレーニン夫妻（ウラジーミル・レーニンとナデジダ・クルプスカヤ）が序文を寄せ、「世界の労働者達に無条件で推薦する」と賞賛した。レーニンはリードに100万米ドルの活動資金を提供した。
1920年、リードはモスクワでチフスのため死去した。現地で葬儀が行われた後、ソ連の英雄として赤の広場にあるクレムリンの壁墓所に埋葬された。アメリカ人でこの場所に埋葬された人物は、アメリカ共産党書記長であったチャールズ・ラッテンバーグと世界産業労働組合の指導者ビル・ヘイウッド、そして彼だけである。

## 親交
リードと作家、女性運動家である彼の妻ルイーズ・ブライアントは作家のユージン・オニールと親しかった。

## 没後

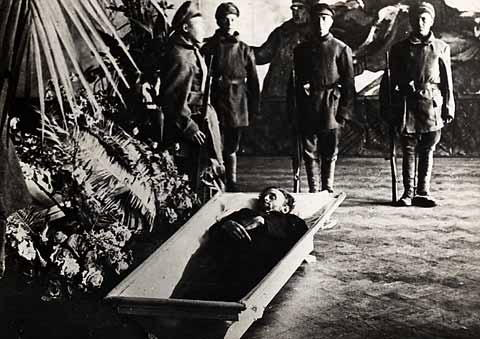
モスクワで埋葬されるリード

1929年に、ジョン・リードの名を冠した共産党のプロパガンダ機関である革命的作家集団「ジョン・リード・クラブ」がニューヨークで結成された。画家の石垣栄太郎や野田英夫ら在米の左派系日本人作家も参加した。機関誌として『ニュー・マッセズ』『パーティザン・レヴュー』を刊行（後者は2年で休刊、再刊後は反政治・反スターリニズムを掲げた文芸誌となった）。
映画『レッズ』（ウォーレン・ベイティ主演、1981年）は、後半生を描いている。

## 日本語文献
- ※『世界を揺るがした10日間』は、世界を揺るがした10日間#日本語版一覧項目を参照。
- 『反乱するメキシコ』 野田隆・草間秀三郎・野村達朗訳、筑摩叢書[4]、1982年

研究・評伝
- 松浦総三ほか全4名『ルポルタージュは世界を動かす ジョン・リードから現代へ』 大月書店、1990年
- タマーラ・ハーヴィ『時代の狙撃手 ジョン・リード伝』 飛田勘弐訳、至誠堂選書、1985年